# 1773
Het jaar 1773 is het 73e jaar in de 18e eeuw volgens de christelijke jaartelling.

## Gebeurtenissen
maart
- 22 - De Russische generaal Bibikov verslaat het kozakkenleger van Jemeljan Poegatsjov, die het beleg van Orenburg moet afbreken.

juni
- 1 - De Duits-Kaapse boer Wolraad Woltemade verdrinkt na het redden van 14 schipbreukelingen voor de kust bij Kaapstad.

juli
- 12 - De Russische opstandelingen van Poegatsjov veroveren Kazan, de hoofdstad van Tatarstan.
- 19 - De Staten-Generaal aanvaarden de nieuwe psalmberijming die een commissie van predikanten heeft gekozen uit drie voorstellen.
- 21 -Pauselijke bul betreffende de opheffing van de Orde der Jezuïeten. De bul geldt alleen in landen die haar publiceren.

augustus
- 20 - Tijdens een zware storm verdrinken 30 vissers uit Wijk aan Zee en Egmond aan Zee en 13 opvarenden van een loodsboot (uit Texel).
- 30 - Raghunath Rao wordt geïnstalleerd als peshwa van het Maratharijk.

september
- 2 - In de Oostenrijkse Nederlanden worden de bezittingen van de Jezuïeten geconfisceerd. Op 20 september beginnen commissarissen met de inventarisatie ervan. De paters mogen hun kloosters niet verlaten.
- 22 - Prins-bisschop Šćepan Mali van Montenegro wordt vermoord door zijn lijfwacht.

december
- 16 - Boston Tea Party. Als Mohawk indianen verklede Amerikanen demonstreren tegen invoerrechten op thee, wanneer wordt besloten dat die alleen ingevoerd kan worden door de Britse Oost-Indische Compagnie.

zonder datum
- Russische nederlaag in Moldavië.

## Muziek
- Johann Christian Bach schrijft zijn Symfonieën Opus 9.
- Domenico Cimarosa componeert La finta parigina.
- Johann Baptist Vanhal componeert het Strijkkwartet no. 3 in C gr.t..
- Joseph Haydn componeert zijn Symfonie nr. 50.
- Antonio Salieri componeert zijn Concert voor orgel en orkest in C gr.t.
- Op last van de Staten-Generaal wordt een nieuwe psalmberijming uitgegeven, de Psalmberijming van 1773. In veel bevindelijk gereformeerde kerken wordt deze berijming nog steeds gebruikt.

## Beeldende kunst

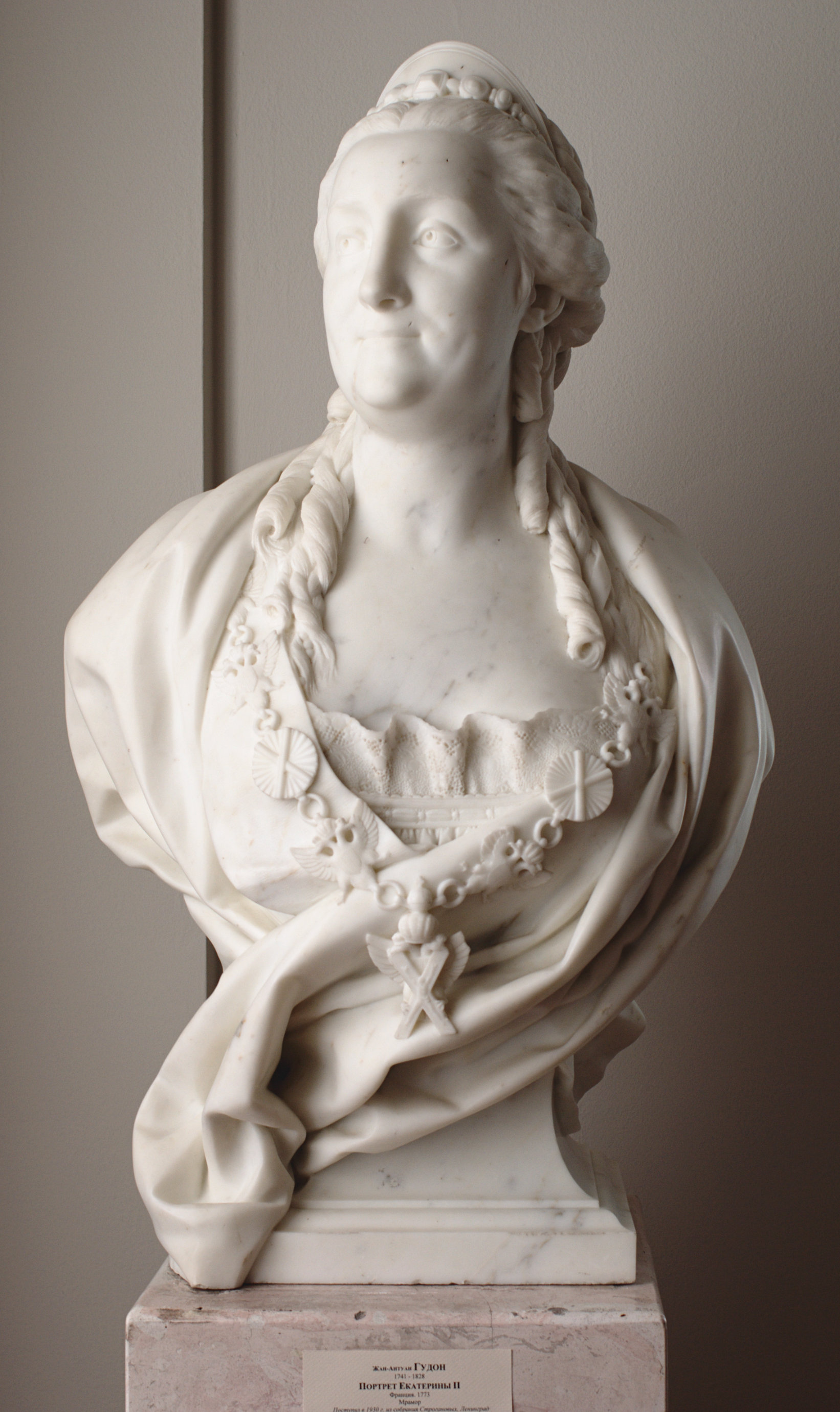
Catherina II van Rusland (1773), Jean-Antoine Houdon, Hermitage

## Bouwkunst

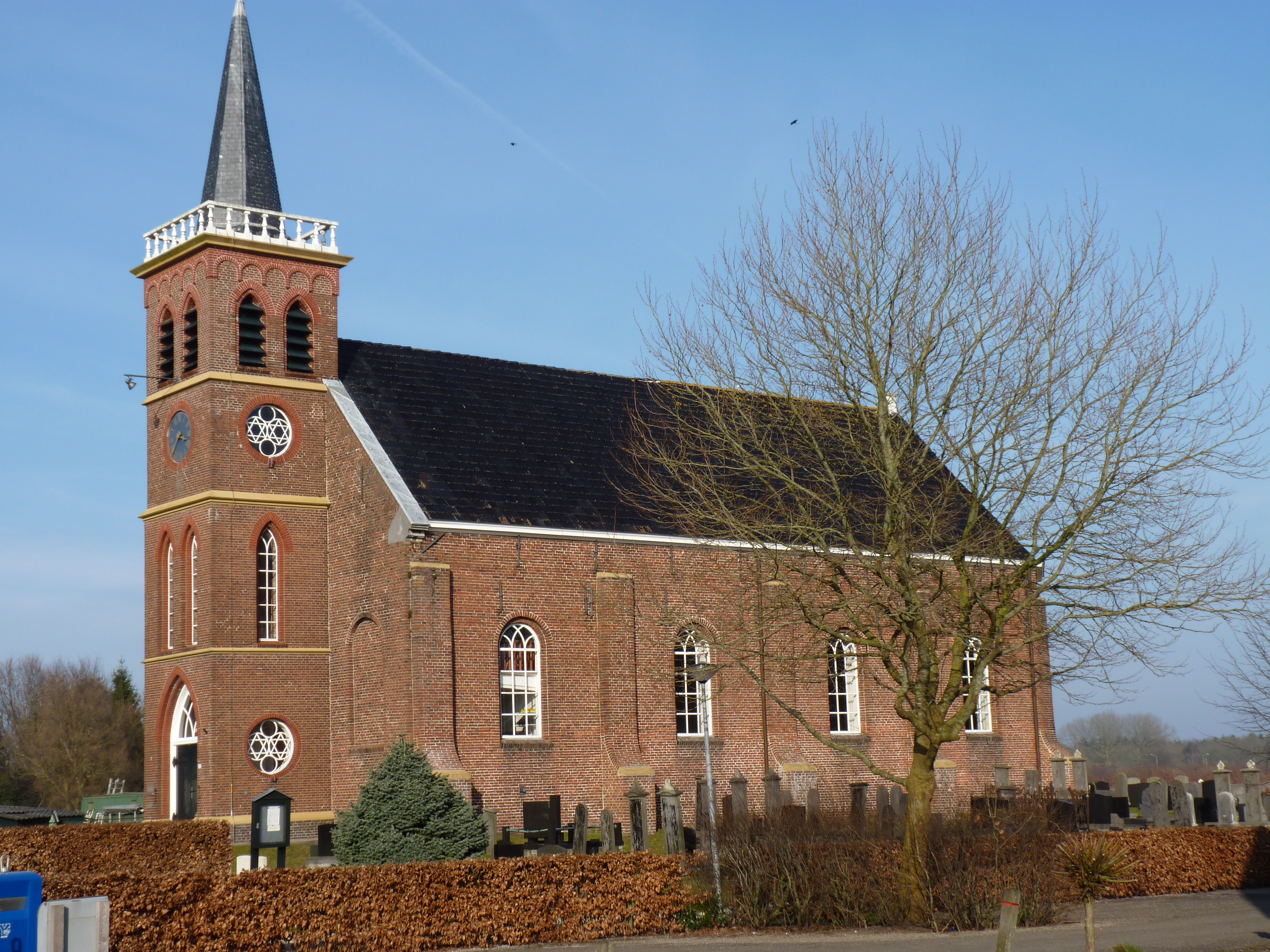
Hervormde kerk, Kropswolde (1773)

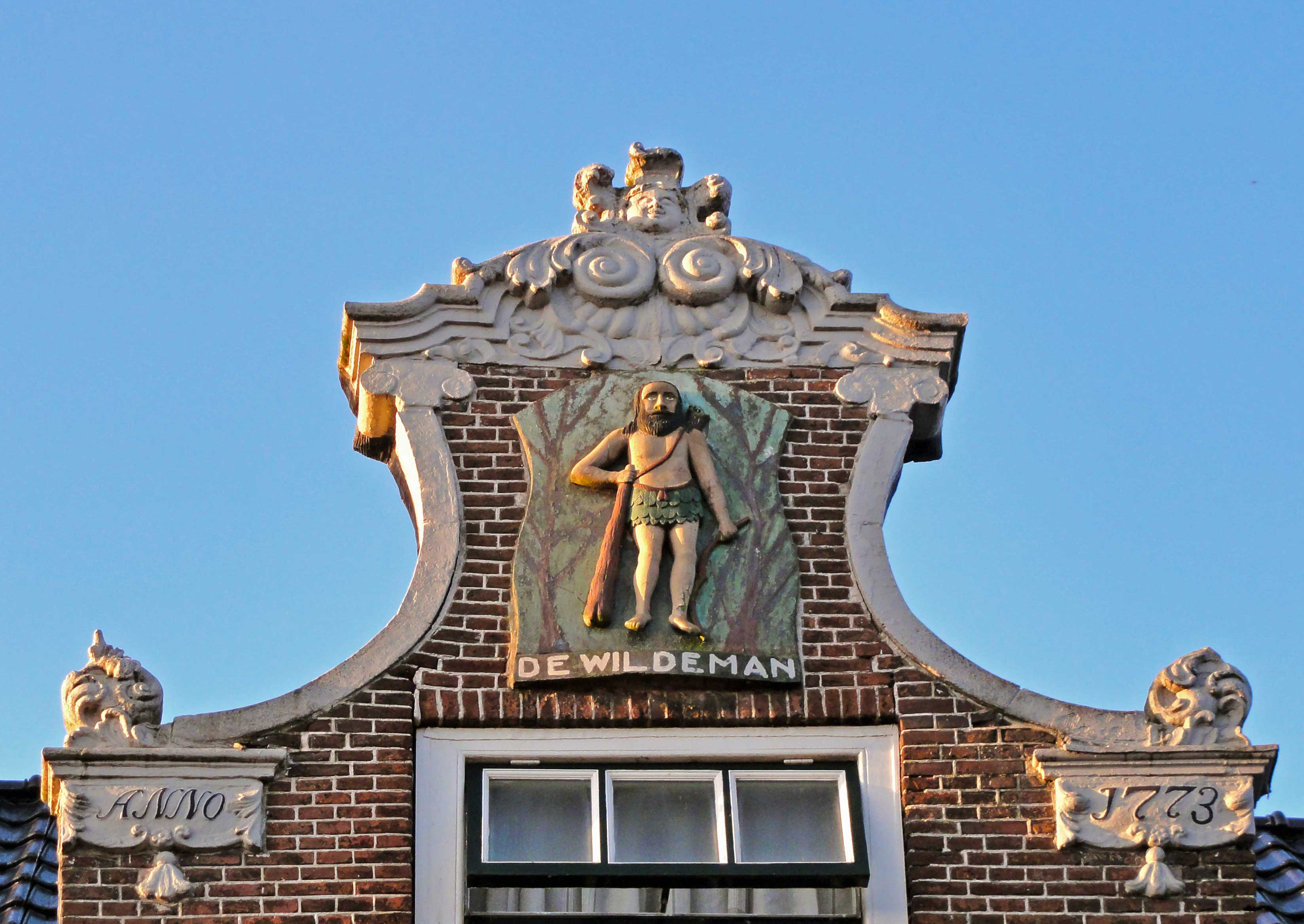
Herberg de Wildeman, Lemmer (1773)

## Geboren
januari
- 29 - Friedrich Mohs, Oostenrijks mineraloog (overleden 1839)

februari
- 9 - William Henry Harrison, negende president van de Verenigde Staten (overleden 1841)
- 24 - Ralph Dundas Tindal, Nederlands militair (overleden 1834)

maart
- 15 - François René Gebauer, Frans componist, professor en fagottist (overleden 1845)

april
- 6 - James Mill, Schots econoom, filosoof, theoloog (overleden 1836)
- 15 - Josef August Schultes, Oostenrijks botanicus en hoogleraar (overleden 1831)

mei
- 15 - Klemens von Metternich, Oostenrijks staatsman (overleden 1859)

juni
- 13 - Thomas Young, Engels natuurkundige, egyptoloog en arts (overleden 1829)

oktober
- 6 - Lodewijk Filips, koning van Frankrijk 1830-1848 (overleden 1850)

december
- 12 - Robert Surcouf, Frans kaper uit St.Malo in Bretagne (overleden 1827)
- 27 - George Cayley, Brits luchtvaartpionier (overleden 1857)

## Overleden
februari
- 20 - Karel Emanuel III van Sardinië (71)

maart
- 1 - Jan Wagenaar (63), Nederlands geschiedschrijver

juli
- 12 - Johann Joachim Quantz, (76) Duits componist, fluitist en fluitenmaker

augustus
- 3 - Stanisław Konarski (72), Pools educatief hervormer, politiek schrijver
- 24 - George Lyttelton, Engels politicus en schrijver

september
- 22 - Šćepan Mali (ca 34), tsaar van Montenegro

datum onbekend
- - Joan Baptista Pla (±53), Spaans hoboïst en componist